# Pfarrkirche Bad Sauerbrunn

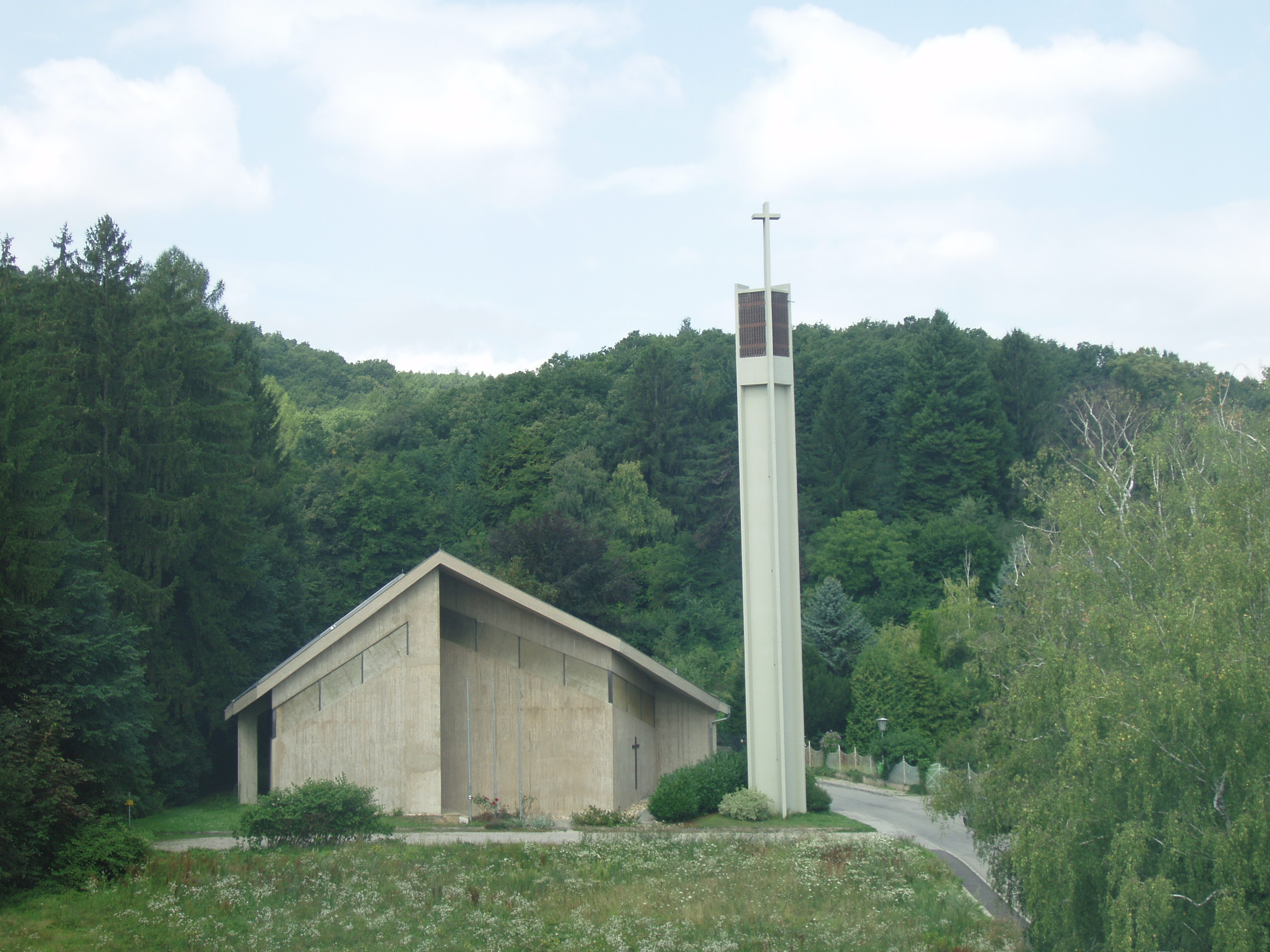
Pfarrkirche Bad Sauerbrunn

Die römisch-katholische Pfarrkirche Bad Sauerbrunn steht in der Gemeinde Bad Sauerbrunn im Bezirk Mattersburg im Burgenland. Die Pfarrkirche Mariä Himmelfahrt gehört zum Dekanat Mattersburg in der Diözese Eisenstadt.

## Geschichte
Zur Pfarre erhoben wurde Bad Sauerbrunn im Jahre 1960. Die zeltförmige Pfarrkirche wurde von 1967 bis 1970 nach den Plänen des Architekten Josef Patzelt errichtet.

## Ausstattung

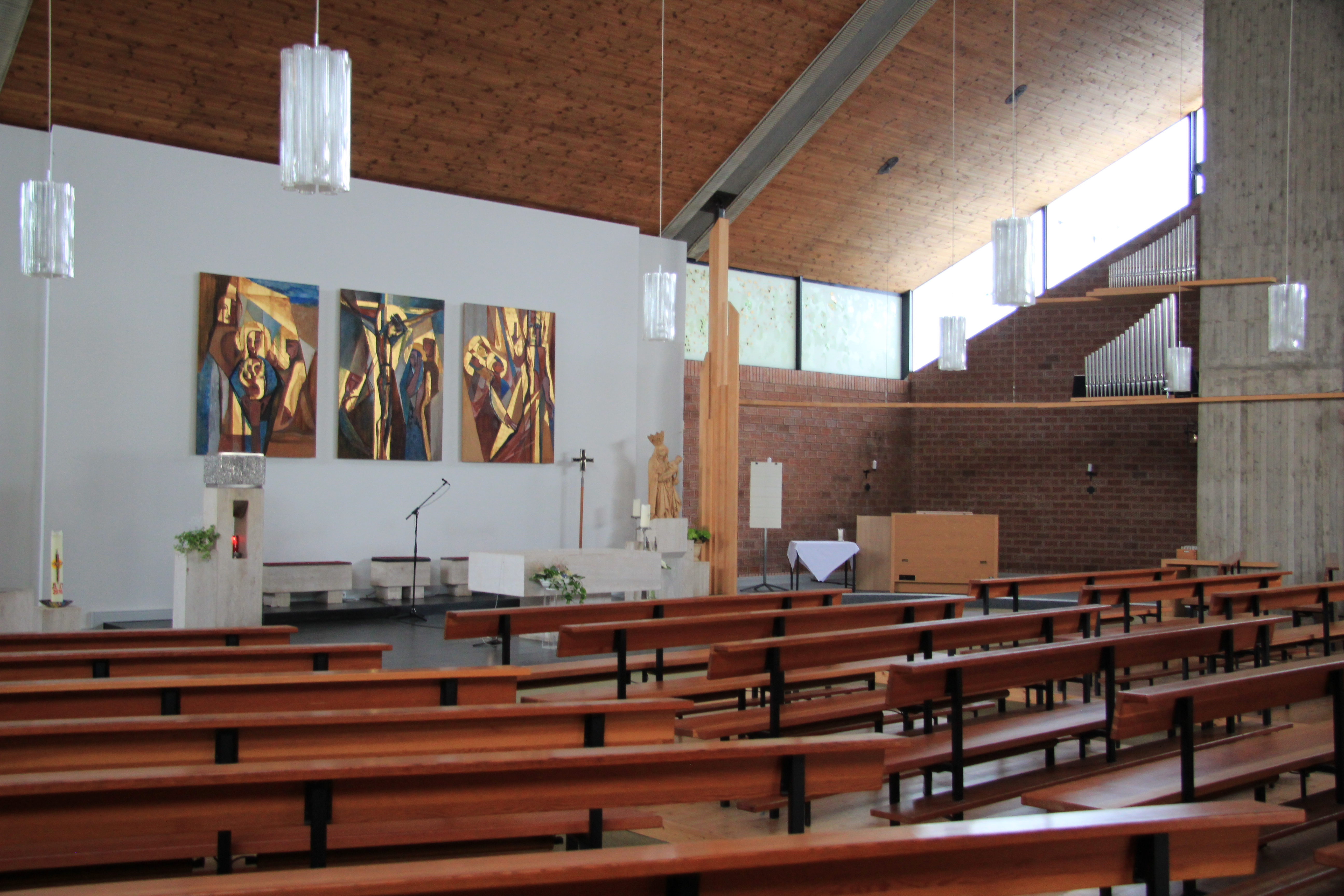
Innenansicht der Kirche

Das Ölbild Maria mit Kind in einem Rocaillenrahmen ist aus der 2. Hälfte des 18. Jahrhunderts.

## Wegkreuze
Am Weg nach Neudörfl steht ein Tabernakelpfeiler, Fleischhackerkreuz, auch Sauterkreuz, mit Rollwerkkartusche mit Engelskopf, mit Inschrift 1651 und Handwerkszeichen. Am Weg nach Pöttsching steht ein Holzkreuz, Wurt-Kreuz, urkundlich im 15. Jahrhundert genannt, immer wieder erneuert.